# Konhospirala
Konhospirala je trirazsežna spirala. V cilindričnem koordinatnem sistemu je opisana s parametrično enačbo
{\displaystyle r=\mu ^{t}a}
{\displaystyle \theta =t}
{\displaystyle z=\mu ^{t}c.}
kjer je
- {\displaystyle \mu \,} parameter
- {\displaystyle a\,} parameter
- {\displaystyle c\,} parameter

Projekcija konhospirale na ravnino {\displaystyle (r,{\text{ }}\theta )} je logaritemska spirala.